# Ogyges
Ogyges is de hoofdrolspeler in een van de oudste Griekse zondvloedverhalen.
Het verhaal van Ogyges kent (zoals zoveel Griekse mythen) meerdere versies, waarbij de Atheense en de Boeotische versie de meest bekende zijn. 

## Atheense versie
In de Atheense versie is Ogyges de vader van de Atheense held Eleusis, en de vader van Deaneira, de dochter van Oceanus. De verwoesting van de zondvloed die plaatsvond onder de heerschappij van Ogyges was zo groot, dat zelfs de bergen in Thessalië werden overspoeld, en Athene bleef daarna zonder koning totdat Cecrops aan de macht kwam. Cecrops was half slang, half mens en hij wordt ook wel gezien als de grondlegger van de Griekse beschaving.

## Boeotische versie
De Boeotische versie van het verhaal is waarschijnlijk veel ouder dan die van de Atheners en het is dan ook waarschijnlijk dat Ogyges van oorsprong een Boeotische held was die de Atheners hebben overgenomen. In de Boeotische versie was Ogyges de vader van Alalcomenia, Thelxinoea en Aulis, die later door de Boeotiërs als goden werden vereerd. Als het verhaal inderdaad oorspronkelijk van de Boeotiërs afkomstig is, kan het verhaal van Ogyges misschien verklaard worden door een overstroming van het meer Copaïsmeer, waarbij een groot deel van de vlakte van Boeotië onder water kwam te staan.
Tegenwoordig is van het meer alleen nog een grote vlakte over, waar her en der resten van oude steden zijn overgebleven. De meest mysterieuze stad die is overgebleven is de stad die tegenwoordig Goulas of Gla wordt genoemd; de oorspronkelijke naam en de geschiedenis van de stad zijn niet bekend, en er is ook geen enkele mythe over te vinden. De ruïnes staan op een kleine verhoging, die toen het meer nog vol was, een eiland moet zijn geweest. De verhoging wordt geheel omringd door een grote stenen muur, waar vier poorten in zijn gebouwd, die worden geflankeerd door torens. In de stad staan de ruïnes van nog veel meer gebouwen, waaronder een groot paleis dat gebouwd is in de Myceense stijl, maar met een andere plattegrond. Het vreemde is dat het paleis maar een korte tijd in gebruik is geweest. In het paleis zijn sporen gevonden die wijzen op een gewelddadig einde van de vesting. Er zijn niet, zoals onder andere in Troje, meerdere lagen met bebouwing gevonden, maar slechts één enkele, waardoor sommige mensen beweren dat de plaats al snel ongunstig werd om te wonen, misschien wel door een overstroming van het Copaïs-meer. Sommige archeologen zijn er dan ook van overtuigd, dat deze stad de woonplaats van Ogyges moet zijn geweest.